# TVV 45–54
Die TVV 45–54 waren Personenzug-Schlepptender-Dampflokomotiven der Theißbahn (Tiszavideki Vasút, TVV).
Die TVV bestellte ihre zehn Personenzuglokomotiven in Österreich bei der Lokomotivfabrik der StEG. Die Fahrzeuge hatten Innenrahmen und innen liegende Steuerung. Zusätzlich zu den Betriebsnummern 45–54 bekamen die Lokomotiven die Namen VILÁGOSVÁR, KIRÁLY-TELEK, SZERENCS, TISZA-LÚCZ, TISZA, KÖRÖS, SZAMOS, MAROS, DUNA und MÁTRA.
Als die TVV 1880 verstaatlicht wurde, kamen die Fahrzeuge zu den Ungarischen Staatsbahnen (MÁV), die ihnen zunächst die Nummern 316–325, im zweiten Schema die Kategorie IIc mit der Nummern 1121–1130 zuwies.